# کلمه، لیتوانی
کلمه، لیتوانی (به به ییدیش: Kelm) در لیتوانی با جمعیت ۱۰٬۵۹۷ نفر است که در شهرستان شاولیای واقع شده‌است.